# Arthrocereus melanurus

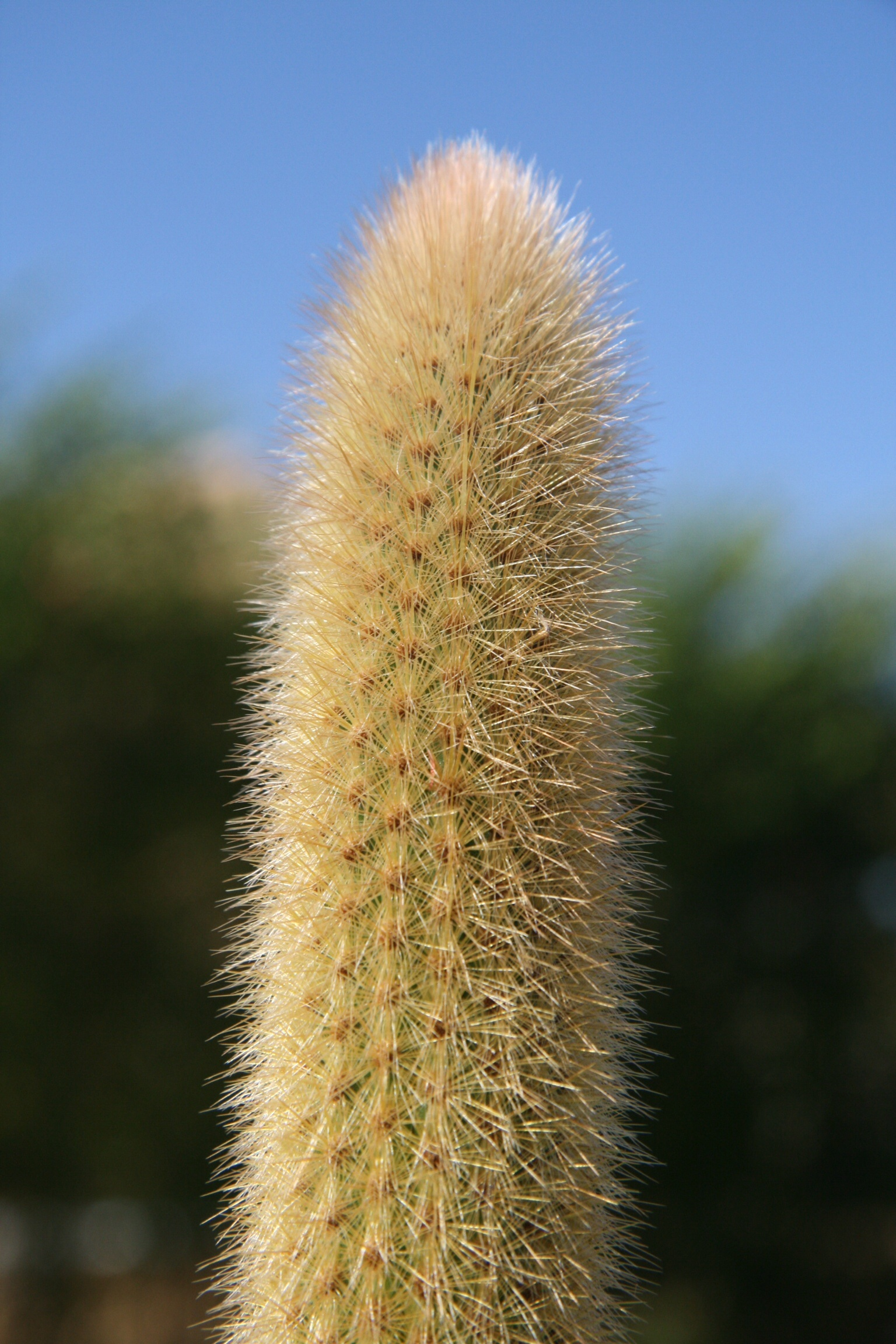
Arthrocereus melanurus subsp. magnus

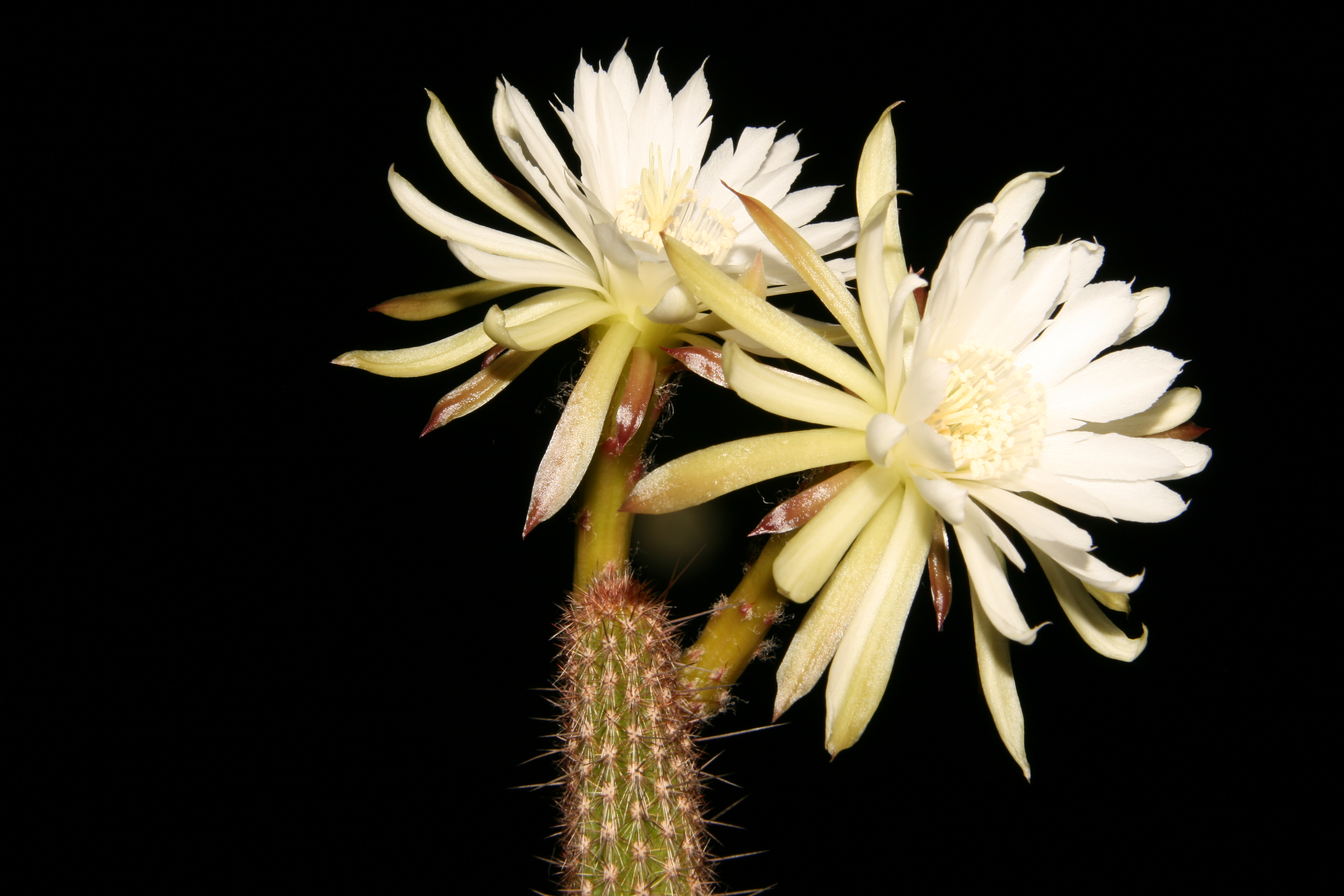
Arthrocereus melanurus subsp. odorus

Arthrocereus melanurus ist eine Pflanzenart in der Gattung Arthrocereus aus der Familie der Kakteengewächse (Cactaceae). Das Artepitheton melanurus leitet sich den griechischen Worten „μέλας“ für schwarz sowie  „οὐρά“ ab und verweist auf die Erscheinung der ersten gesammelten Pflanzen.

## Beschreibung
Arthrocereus melanurus wächst basal verzweigt mit mehreren Trieben, die bis einen Meter oder mehr lang sind. Die Triebe sind in kurzen Abständen gegliedert, wobei die Einzelsegmente 10 bis 40 Zentimeter lang sind und Durchmesser von 2,5 bis 3,5 Zentimeter aufweisen. Die 9 bis 19 niedrigen Rippen sind 2 bis 3 Millimeter hoch. Es sind zahlreiche, ungleich lange, goldgelbe bis weiße Dornen vorhanden. Die bis zu 15 kräftigen oberen Rand- und die Mitteldornen sind braun. Die etwa 20 unteren borstenartigen Randdornen sind zwischen 5 und 8 Millimeter lang.
Die gelben bis weißen Blüten sind bis zu 6 Zentimeter lang.

## Verbreitung, Systematik und Gefährdung
Arthrocereus melanurus ist im brasilianischen Bundesstaat Minas Gerais in Höhenlagen von 700 bis 1700 Metern verbreitet.
Die Erstbeschreibung als Cereus melanurus durch Karl Moritz Schumann wurde 1890 veröffentlicht. Lothar Diers, Pierre Josef Braun und Eddie Esteves Pereira stellten die Art 1987 in die Gattung Arthrocereus. Ein nomenklatorisches Synonym ist Leocereus melanurus (K.Schum.) Britton & Rose(1920).
Die Art umfasst folgende Unterarten:
- Arthrocereus melanurus subsp. melanurus
- Arthrocereus melanurus subsp. magnus N.P.Taylor & Zappi
- Arthrocereus melanurus subsp. odorus (F.Ritter) N.P.Taylor & Zappi

Arthrocereus melanurus wird in der Roten Liste gefährdeter Arten der IUCN als „Vulnerable (VU)“, d. h. gefährdet eingestuft. Der gleiche Bedrohungsstatus galt im Jahr 2002 für die Unterarten Arthrocereus melanurus subsp. melanurus und Arthrocereus melanurus subsp. odorus. Arthrocereus melanurus subsp. magnus wurde hingegen als „Near Threatened (NT)“, d. h. gering gefährdet geführt. Bei der Aktualisierung 2010 wurden die Unterarten nicht neu bewertet und aus der roten Liste entfernt.

## Nachweise